# 16015 Snell
16015 Snell è un asteroide della fascia principale del diametro medio di circa 15,65 km. Scoperto nel 1999, presenta un'orbita caratterizzata da un semiasse maggiore pari a 3,1406655 au e da un'eccentricità di 0,1352028, inclinata di 1,94838° rispetto all'eclittica.
L'asteroide è dedicato alla studentessa statunitense Sabrina Curie Snell.